# Sac pol·línic

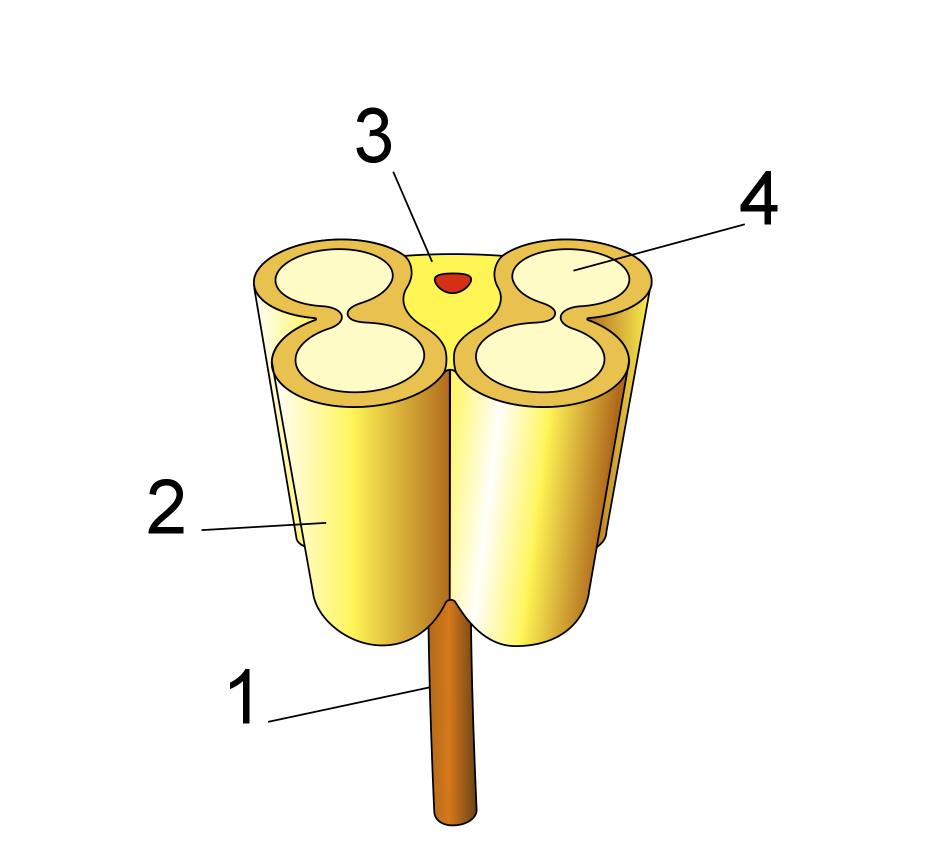
Antera seccionada. 1: Filament; 2: Teca; 3: Connectiu (vasos en vermell); 4: Sac pol·línic.

Sac pol·línic en botànica, correspon a cadascuna de les dues cavitats d'una teca dins l'antera de l'estam. En els sacs pol·línics es formen els grans de pol·len a partir de l'arquespori i, funcionalment, es correspon amb el microsporangi.